# داش‌بلاغ (شهرستان نوکت)
داش‌بلاغ (به قرقیزی: Таш-Булак، تاش بۇلاق) یک روستا در قرقیزستان است که در شهرستان نوکت واقع شده‌است. داش‌بلاغ ۹۹ نفر جمعیت دارد و ۱٬۲۱۶ متر بالاتر از سطح دریا واقع شده‌است.